# Ryan Gauld
Ryan Gauld (Aberdeen, 1995. december 16. –) skót válogatott labdarúgó, a kanadai Vancouver Whitecaps középpályása és csapatkapitánya.

## Pályafutása

### Klubcsapatokban
Gauld a skóciai Aberdeen városában született. Az ifjúsági pályafutását a Brechin City Boys Clubnál kezdte, majd 2006-tól a Dundee United akadémiájánál folytatta.
2012-ben mutatkozott be a Dundee United első osztályban szereplő felnőtt keretében. 2014 nyarán a portugál Sporting szerződtette. 2016 és 2019 között a portugál Vitória Setúbal, Aves és Farense, illetve a skót Hibernian csapatát erősítette kölcsönben. 2019-ben a Farenséhez igazolt. 2021. július 31-én szerződést kötött az észak-amerikai első osztályban érdekelt Vancouver Whitecaps együttesével. 2021. augusztus 9-én, a LA Galaxy ellen lépett először pályára. Augusztus 22-én, a Los Angeles ellen hazai pályán 2–1-es győzelemmel zárult bajnokin megszerezte elős gólját a klub színeiben. 2024. október 24-én, a Portland Timbers ellen 5–0-ra megnyert találkozón mesterhármast jegyezhetett.

### A válogatottban
Gauld az U19-es és az U21-es korosztályú válogatottakban is képviselte Skóciát.
2024-ben debütált a felnőtt válogatottban. Először a 2024. szeptember 5-ei, Lengyelország elleni Nemzetek Ligája mérkőzésen lépett pályára, Ryan Christie cseréjeként.

## Statisztikák

### A válogatottban
| Válogatott | Év       | Pályára lépés | Gól |
| ---------- | -------- | ------------- | --- |
| Skócia     | 2024     | 6             | 0   |
| Összesen   | Összesen | 6             | 0   |

## Sikerei, díjai
Dundee United
- Skót Kupa
  - Döntős (1): 2013–14

 Aves
- Portugál Kupa
  - Győztes (1): 2017–18

 Vancouver Whitecaps
- Kanadai Kupa
  - Győztes (3): 2022, 2023, 2024

Egyéni
- MLS All-Stars: 2024